# Uta Kuhl
Uta Kuhl (* 1965 in Wuppertal) ist eine deutsche Kunsthistorikerin und Museumskuratorin.

## Leben
Kuhl studierte bis 1990 Kunstgeschichte, Mittlere und Neuere Geschichte und Philosophie an der Universität Münster. 1995 erfolgte die Promotion in Kunstgeschichte über das plastische Werk von Hans Wimmer. Seit 1996 arbeitet sie für die Stiftung Schleswig-Holsteinische Landesmuseen auf Schloss Gottorf in Schleswig. Seit 2009 ist sie Kuratorin der Sammlung Rolf Horn und seit 2011 in gleicher Funktion für die Skulpturensammlung und die Landesgeschichtliche Sammlung verantwortlich. Uta Kuhl engagiert sich im Beirat der Gesellschaft für Schleswig-Holsteinische Geschichte, im Vorstand des Vereins für Schleswig-Holsteinischen Kirchengeschichte sowie im wissenschaftlichen Beirat der Zeitschrift Nordelbingen.
Sie publiziert zu Kunst des 20. Jahrhunderts, Kunst und Kultur der Frühen Neuzeit und landesgeschichtlichen Themen.

## Veröffentlichungen (Auswahl)
- (Bearb.): Hans Wimmer, das Atelier. Original-Modelle, Bronzen, zeichnerische Studien, Dokumente (= Bestandskatalog der Stiftungen und großen Sammlungsgruppen). Schleswig-Holsteinisches Landesmuseum Schloss Gottorf, Schleswig 1993.
- (Red.): Die Herzöge und ihre Sammlungen (= Gottorf im Glanz des Barock. Kunst und Kultur am Schleswiger Hof 1544–1713. Band 1). Schleswig 1997.
- Hans Wimmer und die Musik. Bildwerke und Zeichnungen. Ausstellungskatalog. Schleswig 1997.
- Hans Wimmer. Das plastische Werk. Goltze, Göttingen 1999.
- Schloss Gottorf in Schleswig (= DKV-Kunstführer. Band 580). 2. Auflage. Deutscher Kunstverlag, Berlin / München 2002.
- mit Carsten Fleischhauer: Zu stetem unvergeßlichem Andenken. Anmerkungen zur Grabmalsplastik der Neuzeit. In: Herwig Guratzsch, Claus von Carnap-Bornheim (Hrsg.): Wege ins Jenseits. Mit Walküren zu Odin – mit Engeln zu Gott. Ausstellungskatalog. Wachholtz, Neumünster 2005, S. 86–97.
- Expressionisten in Schleswig-Holstein und das Kunstleben in Berlin. In: Stiftung Brandenburger Tor, Stiftung Schleswig-Holsteinische Landesmuseen (Hrsg.): Liebermanns Gegner. Die Neue Secession in Berlin und der Expressionismus. Ausstellungskatalog. Wienand, Köln 2011, S. 84–98.
- Wissenschaften und die Gelehrsamkeit um ihrer selbst willen. Die Gottorfer Herzöge als Förderer der Wissenschaft. In: Oliver Auge (Hrsg.): Christian-Albrechts-Universität zu Kiel. 350 Jahre Wirken in Stadt, Land und Welt. Wachholtz, Kiel / Hamburg 2015, S. 51–66.
- Luthers Norden. 1517 und die Folgen. In: Wolfgang Trautwein, Ulrike Horstenkamp, Gabriele Weidle (Hrsg.): Folgenreich. Reformation und Kulturgeschichte. Bonn 2016, S. 56–73.
- mit Kirsten Baumann, Constanze Köster (Hrsg.): Adam Olearius. Neugier als Methode. Michael Imhof, Petersberg 2017.
- mit Kirsten Baumann (Hrsg.): Per Kirkeby. Aus der Natur. Ausstellungskatalog. Schleswig 2018.
- mit Heiko Laß: Sakralräume im Zeitalter von Reformation und Konfessionalisierung. Landesherrliche Beispiele aus Norddeutschland und Dänemark. In: Rainer Atzbach u. a. (Hrsg.): Castles and Fortifications of the Reformation Period (= Castles of the North. Band 3). Bonn 2020, S. 39–56.
- mit Kirsten Baumann, Constanze Köster (Hrsg.): Wissenstransfer und Kulturimport in der Frühen Neuzeit. Die Niederlande und Schleswig-Holstein. Michael Imhof, Petersberg 2020.
- (Hrsg.): Der Bordesholmer Altar des Hans Brüggemann. Michael Imhof, Petersberg 2023.
- mit Oliver Auge, Jan Ocker (Hrsg.): Fürstinnen in Schleswig-Holstein. Handlungsspielräume im Spannungsfeld zwischen Dynastie, Familie und Individuum (= Regionalgeschichte heute. Band 1). Kiel 2024.